# 785-й отдельный разведывательный артиллерийский дивизион
785-й отдельный разведывательный артиллерийский дивизион Резерва Главного Командования — воинское формирование Вооружённых Сил СССР, принимавшее участие в Великой Отечественной войне.
Сокращённое наименование — 785-й орадн РГК.

## История
Сформирован в составе 19-й тад 17 ноября 1942 года года .
В действующей армии с 17.11.1942 по 20.06.1943.
В ходе Великой Отечественной войны вёл артиллерийскую разведку в интересах артиллерийских частей 19-й тад Сталинградского и Донского  фронтов.
Приказом НКО СССР № 237 от 20.06.43г. преобразован в 27-й отдельный гвардейский разведывательный артиллерийский дивизион . 

## Состав
- Штаб
- Хозяйственная часть
- батарея оптической разведки  (БОР)
- батарея звуковой разведки (БЗР)
- батарея топогеодезической разведки (БТР)
- артиллерийский метеорологический взвод (АМВ)
- фотограмметрический взвод (ФГВ)
- хозяйственный взвод

## Подчинение
| Дата                | Фронт                | Армия      | Корпус | Дивизия  | Бригада | Примечания |
| ------------------- | -------------------- | ---------- | ------ | -------- | ------- | ---------- |
| 17.11.42 -1.01.43г. | Сталинградский фронт | -          | -      | 19-й тад | -       | -          |
| 1.01.43 -1.02.43г.  | Донской фронт        | -          | -      | 19-й тад | -       | -          |
| 1.02.43-5.02.43г    | Донской фронт        | 64-я армия | -      | 19-й тад | -       | -          |
| 5.02.43-20.06.43г   | Резерв Ставки        | -          | -      | 19-й тад | -       | -          |

## Командование дивизиона
Командир дивизиона
- капитан, майор Шерман Михаил Иосифович

- капитан Тяжев П. В.

```
Командир ВЗОР
```

- мл. лейтенант Микитенко Михаил Тимофеевич